# Aemilia Lepida
Aemilia Lepida was de naam voor vrouwen in de tak van de gens Aemilia die het cognomen Lepidus droeg.
- Aemilia Lepida I;
- Aemilia Lepida II (nummer 24 in stamboom hieronder);
- Aemilia Lepida III (nummer 29 in stamboom hieronder);
- Aemilia Lepida IV;
- Aemilia Lepida (dochter van Julia minor).